# Natacha Nattova
Natalia Schmit ou Schmidt, épouse Daks, connue sous le nom de scène de Natacha Nattova est une danseuse « acrobatique » et chorégraphe de music-hall d'origine russe, naturalisée américaine.

## Biographie
Ses parents ont fui la révolution russe et se sont installés à Nice, puis à Paris. Sa mère s'appelle E. Busvlev. Elle est la sœur de la danseuse Sacha Lyo.
Natacha Nattova commence sa carrière comme petit rat de l'école de danse de l'Opéra de Paris, puis se tourne vers la danse moderne. 
En 1923, elle est engagée pour danser dans la revue Paris sans voile d'Oscar Dufrenne et Henri Varna, avec les Dollys Sisters, aux Ambassadeurs. Natacha Nattova danse avec Natacha Trouhanova dans une interprétation chorégraphique Impressions Musicales au Gaumont-Palace,.
En 1924, elle danse avec Jean Myrio, au Canari, 8 faubourg Montmartre,.
En 1925, Natacha Nattova danse avec Myrio dans un gala de bienfaisance appelé Hawaï au Negresco à Nice,, puis passe avec lui au London Palladium, dans la revue Sky High, aux côtés des sœurs australiennes Lorna et Toots Pounds. Elle se dispute et gifle Toots Pounds. Natacha Nattova quitte le show et est engagée, avec Myrio, au  Piccadilly Hotel. Ils apparaissent  ensuite dans Cleopatra, d'Oscar Strauss, au Daly's Theatre (en) de Londres .
Natacha Nattova et Myrio arrivent à New York sur l'Aquitania, le 6 novembre 1925. Ils dansent dans la revue Greenwich Village Follies 1925, avec Florence Moore, Irene Delroy, au 46th Street Theatre, à New York pour Noël, puis au Shubert Theatre de mars jusqu'en mai 1926. Ensuite, le duo se sépare. En août 1926, lors d'une nouvelle exhibition dans un studio de danse à New York, l'un de ses nouveaux partenaires la lance à un autre qui la rate. Nattova tombe au sol sur le visage, le nez fracturé, et reste inconsciente pendant une heure.

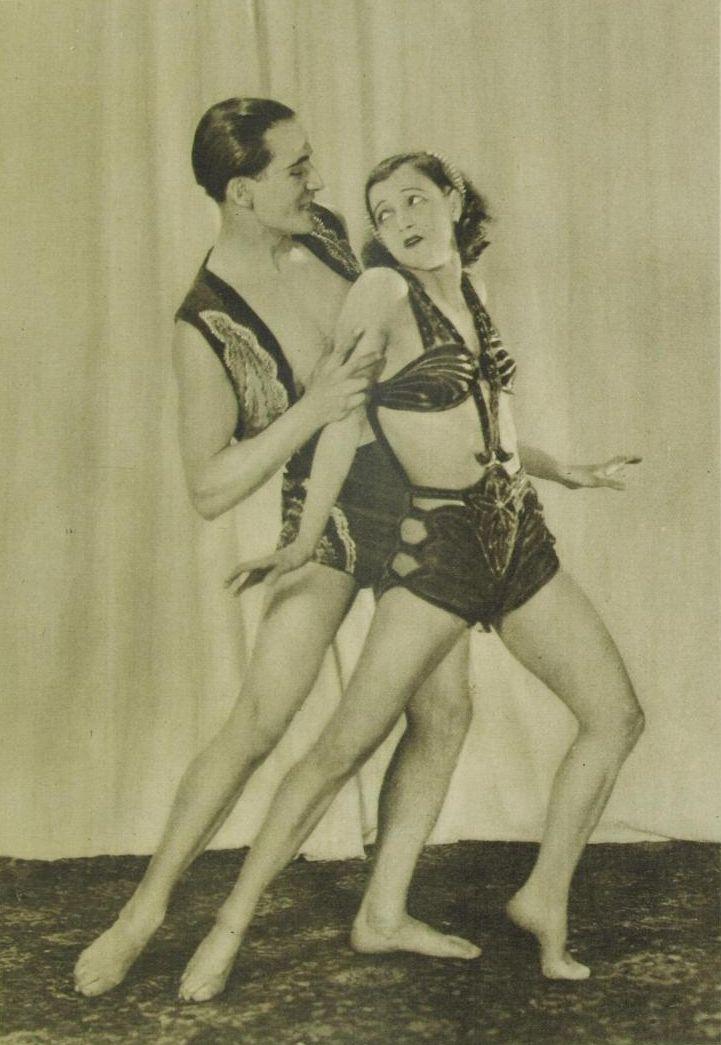
Rodion et Nattova, 1928

Natacha Nattova a ensuite comme nouveau partenaire, Gritzanov Rodion, d'origine russe comme elle, ils se produisent au Roxy Theatre (New York City) (en) où elle entre en scène sur un trapèze, au Club de Harry Richman, 157 West 56th Street à New York, en 1927 et dans le show Pompadour Days.
En 1927, Natacha Nattova danse pour la Y.M.C.A., en haut d'un pylône à 640 pieds (195 m) au-dessus de New York,. 
Elle danse avec Val Gueral et Nicholas Daks au Roxy Theatre en 1928 et se produit aux Ziegfeld Follies à New York, puis au New Palace Theater (Cadillac Palace Theatre (en)) à Chicago, avec Gueral, en fin d'année,.
Natacha Nattova forme avec Nicholas Daks, son époux, et un autre danseur (Gueral ?), un ensemble nommé Nattova and Company, et ils sont engagés, en 1929,  pour apparaître dans le fim The Hollywood Revue de 1929, avec un casting de stars,.
En 1930, elle danse avec trois danseurs Nick Daks, Georges Bogdan et George Ganjou, dans un show appelé Machine, une création sur l'âge de la machine moderne, à la Fox's Academy à New York. Natacha Nattova apparait également dans une danse solo The Kiss of love avec l'un des membres de sa troupe en costume de squelette au New Palace à Chicago. Elle donne son spectacle The Machinsme  à Saint-Louis et à Chicago
En 1931, sa troupe est composée du danseur Van Lowe et du ténor Richard Vall,  remplacés ensuite par John Moore et Herzl Amdur. Dans le spectacle The Glory of Greece, au Roxy Theatre, Natacha Nattova apparait dans le numéro The Wind and The Grecian Urn, dans une immense urne avec de grandes fleurs. Elle danse l'adage, Dance of the Wind, en solo, sautant de fleurs en fleurs,. Nattova interdit à quiconque de copier Dance of the Wind en disant que c'est sa propre invention et que l'appareil spécialement construit est protégé par un brevet. En 1932, son numéro est repris par Fanchon et Marco, qui organisent des spectacles musicaux sur la côte ouest. Elle tombe de l'appareil et fait une chute de trois mètres, le 23 avril 1932 à San Francisco.
Natacha Nattova quitte New York pour Le Havre, le 26 octobre 1932, à bord du liner President Harding de l'United States Lines. Elle reste à Paris auprès de sa mère, sans doute très éprouvée par le suicide de sa fille Sacha Lyo. Elle revient à New York le 2 septembre 1933 à bord du Statendam (nl) en provenance de Boulogne-sur-Mer.
En 1934, elle est de retour sur scène dans une grande rose et un autre nouveau concept ultra scientifique avec ce qui se passerait si un inventeur démoniaque créait un rayon qui contrôlerait les pensées des humains, à l'Orpheum Theatre (Manhattan) (en) et au Albee Theatre (Keith-Albee-Orpheum (en)) à Brooklyn.
En 1935, elle forme un trio avec Allen Noyes et Victor Ladd et ils dansent au Radio City Music Hall à New York, en mars, dans le spectacle Cavalcade of Colors où apparait également Nick Daks. Elle danse au Fox Theatre à Brooklyn en septembre et avec Noyes à l'Arcadia Club à Philadelphie en octobre.

## Vie privée
Le 5 octobre 1928, à New York, Natacha Nattova épouse Nicholas Daks, né à Saint-Pétersbourg, l'un de ses partenaires et premier danseur du  Roxy Theatre (New York City) (en).  Elle demande le divorce en 1934 accusant Tatiana Tuttle, une danseuse russe et épouse du réalisateur hollywoodien Frank Tuttle de s'aliéner les affections de son mari. Le juge a rejeté sa requête après avoir entendu le cas des Tuttle et vu leur déclaration sous serment,,.

## Filmographie
- 1929 : The Hollywood Revue of 1929, film musical américain réalisé par Charles Reisner.

## Iconographie
Serge Youriévitch (en) a réalisé une sculpture de Nattova. Un modèle en plâtre de cette sculpture est exposé au Salon d'Automne de 1923,. La statue en bronze commandée par la ville de Paris est exposée au Salon des Tuileries en 1924. Placée  à Bry-sur-Marne en 1934, elle est fondue sous le régime de Vichy, dans le cadre de la mobilisation des métaux non ferreux.